# Friedrich Christian Delius
Friedrich Christian Delius, né le 13 février 1943 à Rome et mort le 30 mai 2022 à Berlin, est un écrivain allemand. 
Il a reçu le prix Georg-Büchner en mai 2011 pour l'ensemble de son œuvre composée de romans et de récits qui montrent une observation fine et critique de l'état d'esprit de l'Allemagne du XXe siècle.

## Biographie

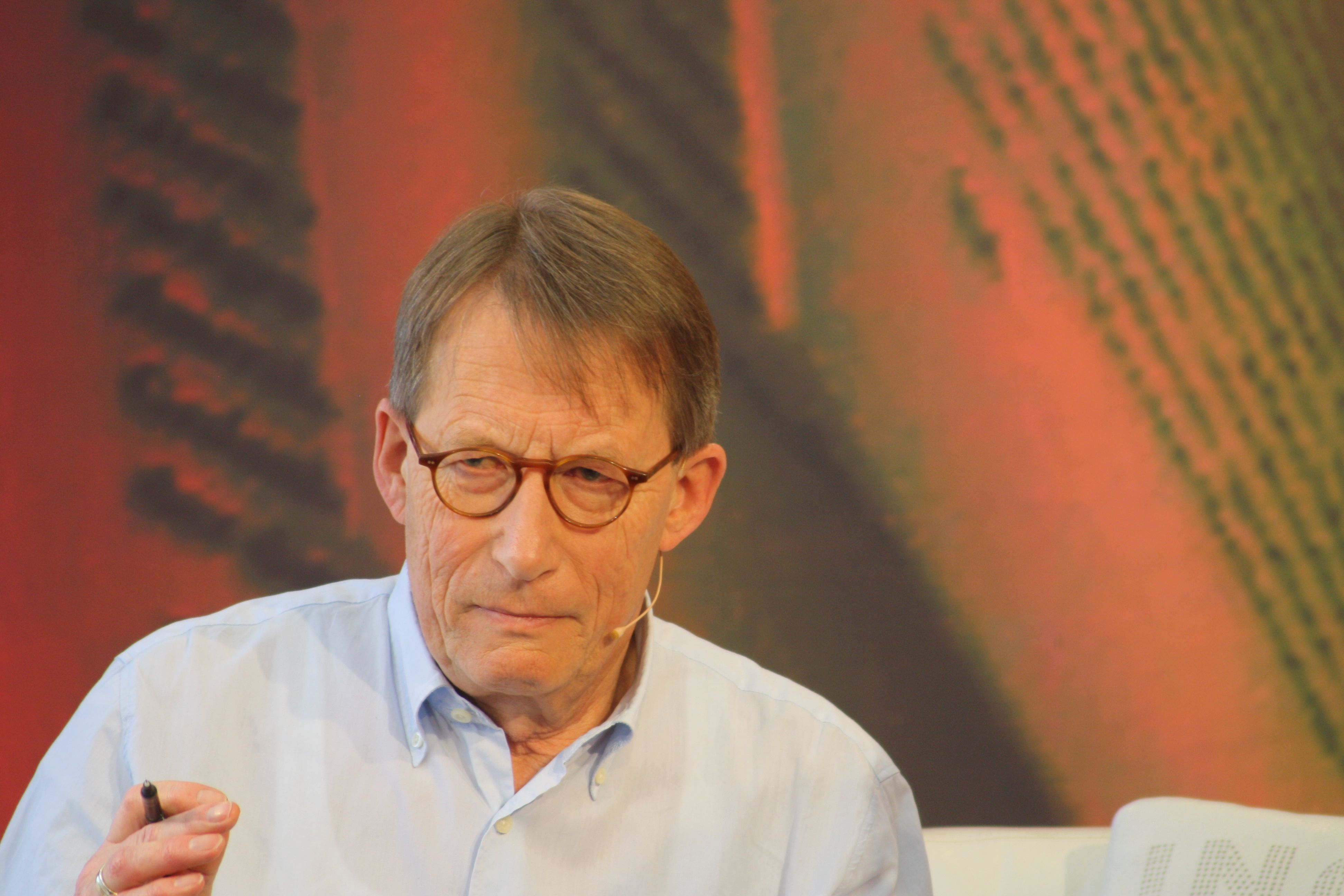
Friedrich Christian Delius en 2012.

Fils de pasteur élevé en Allemagne de l'Ouest, dans le Land de Hesse, tout près de la frontière avec la RDA, Friedrich Christian Delius gagne Berlin en 1963 pour suivre des études de philosophie qui le conduiront au doctorat. Il travaille ensuite dans le monde de l'édition de 1970 à 1978 avant de se consacrer entièrement à l'écriture de textes en prose. Écrivain reconnu en Allemagne, il sera lauréat de nombreux prix littéraires dont le prestigieux Georg-Büchner-Preis en 2011.
Il est élu membre de l'Académie des arts de Berlin en 2007.

## Œuvre
Friedrich Christian Delius a publié une vingtaine d'ouvrages dont des romans comme Die Birnen von Ribbeck (Reinbek bei Hamburg, 1991) et Der Sonntag, an dem ich Weltmeister wurde (Reinbek bei Hamburg, 1994). Dans le premier, Les Poires de Ribbeck, paru en français en 1994 aux Éditions Labor à Bruxelles, il décrit le moment de la chute du mur de Berlin et la confrontation de deux mondes , alors que dans Le Dimanche où je suis devenu champion du monde (éditions Fayard, Paris, 2008) il évoque le jour où l'Allemagne de l'ouest (la RFA) remporte la coupe du monde de football en juillet 1954 : c'est un moment déterminant où le héros, garçon de 11 ans, se libère des contraintes rigides d'une famille de pasteur en même temps que l'Allemagne de l'après-guerre retrouve un statut de vainqueur.

## Œuvres traduites en français
- Otage classe touriste [« Mogadischu Fensterplatz »], trad. d’Olivier Mannoni, Paris, François Bourin Éditeur, 1989, 290 p.  (ISBN 2-87686-024-4)
- Les Poires de Ribbeck [« Die Birnen von Ribbeck»], trad. de Françoise Wuilmart, Bruxelles, Belgique, Éditions Labor, 1994, 78 p.  (ISBN 978-2-8040-0995-3)
- Le dimanche où je suis devenu champion du monde [« Der Sonntag, an dem ich Weltmeister wurde »], trad. de Jean-Claude Capèle, Paris, Éditions Fayard, 2008, 156 p.  (ISBN 978-2-213-63567-5)
- Celle qui racontait des histoires d’amour [« Die Liebesgeschichtenerzählerin »], trad. d’Odile Demanche, Paris, Éditions Fayard, 2018, 233 p.  (ISBN 978-2-213-70502-6)